# イートン (駆逐艦)
イートン (USS Eaton, DD-510) は、アメリカ海軍の駆逐艦。フレッチャー級駆逐艦の1隻。艦名は第一次バーバリ戦争に参戦した将軍ウィリアム・イートンに因む。

## 艦歴
「イートン」はメイン州バスのバス鉄工所で建造され、1942年9月20日にメアリー・イートン・フィリップス夫人（ウィリアム・イートン将軍の玄孫）によって命名・進水した。1942年12月4日に艦長E・L・ベック少佐の指揮下就役する。

### 第二次世界大戦
1943年2月6日にメイン州カスコ湾を出航し、太平洋での任務に就く。「イートン」は3月7日にニューヘブリディーズ諸島のエファテ島に到着し、第12巡洋艦戦隊と共にソロモン諸島との間の偵察任務に従事する。加えてエスピリトゥサント、ヌーメアからガダルカナルへ向けての船団護衛任務を行う。
1944年5月22日、米軍は潜水艦「呂41」が5月24日にトラックを出港し、カロリン諸島クサイ島への輸送任務を行うことを暗号解読により察知したため、「イートン」はマジュロを出港してクサイに向かった。その後、護衛駆逐艦「グレイナー(USS Greiner, DE-37) 」「サンダース(USS Sanders, DE-40) 」が合流して哨戒を行い、6月6日には護衛駆逐艦「スティーレ(USS Steele, DE-8) 」が合流するが、「呂41」を見つけることはできなかった。
「イートン」は1946年2月8日にニューヨークに到着し、翌月サウスカロライナ州チャールストンに向けて出航、1946年6月21日に予備役となる。

### 戦後
「イートン」は1951年1月2日に DDE-510 （対潜駆逐艦）へ艦種変更された。12月11日に再就役し、1952年5月29日にバージニア州ノーフォークで第22護衛分艦隊に合流する。再就役後はカリブ海で活動を行い、1953年の夏には海軍兵学校生を乗せ2度の巡航を行う。1度目はイギリス、フランス、イタリアを訪れ、2度目はハリファックス、ノバスコシアを訪れた。1954年4月28日にデリー沖で行われるNATOの演習に参加するため出航する。その後はドイツ、ベルギー、デンマーク、イギリス、フランス各国の港を親善訪問し、続いて地中海の第6艦隊に合流、演習に参加した。帰路の途中で SS Mormackite の生存者4名を救助し、10月10日にノーフォークに到着した。
1956年5月6日、濃霧のチェサピーク湾において「イートン」は戦艦「ウィスコンシン (USS Wisconsin, BB-64) 」と衝突する。この事故で両艦とも大きく損傷し、「イートン」のバーリー艦長は軍法会議でその責任を問われた。
「イートン」は1957年3月18日から7月26日にかけてアフリカへの巡航を行い、アゾレス諸島経由でフリータウン、サイモンズタウン、モンバサ、アデン、マッサワを訪問した。5月の大半は紅海で作戦活動に従事し、その後スエズ運河を通過し地中海の港を経由し、ノーフォークへ向かう。秋にはイギリス海域とカナダを訪れ、その後は1960年まで大西洋およびカリブ海での活動を行った。
「イートン」は第二次世界大戦の戦功で11個の従軍星章を受章した。